# Kathedrale von Mâcon

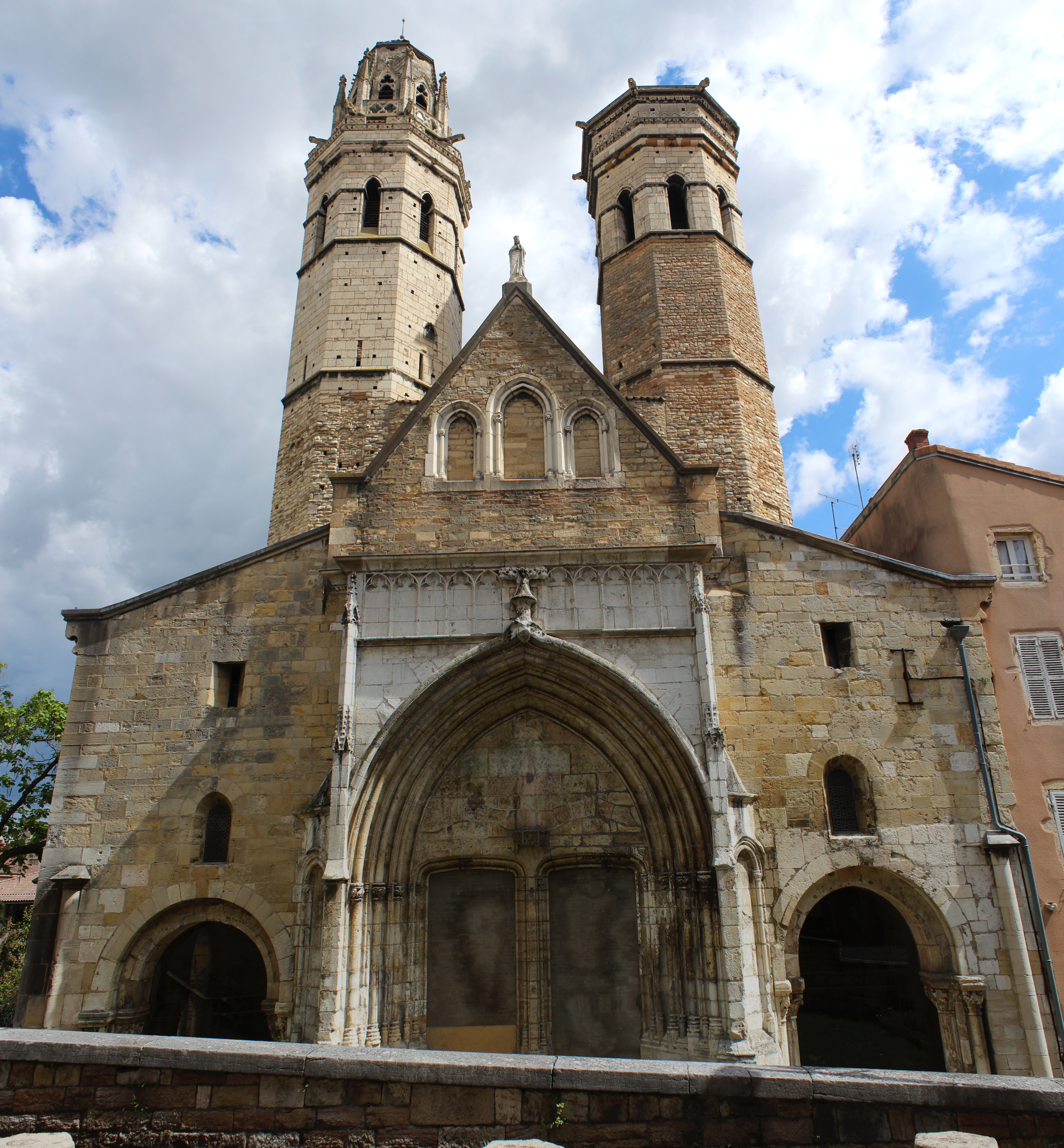
Alte Kathedrale von Mâcon

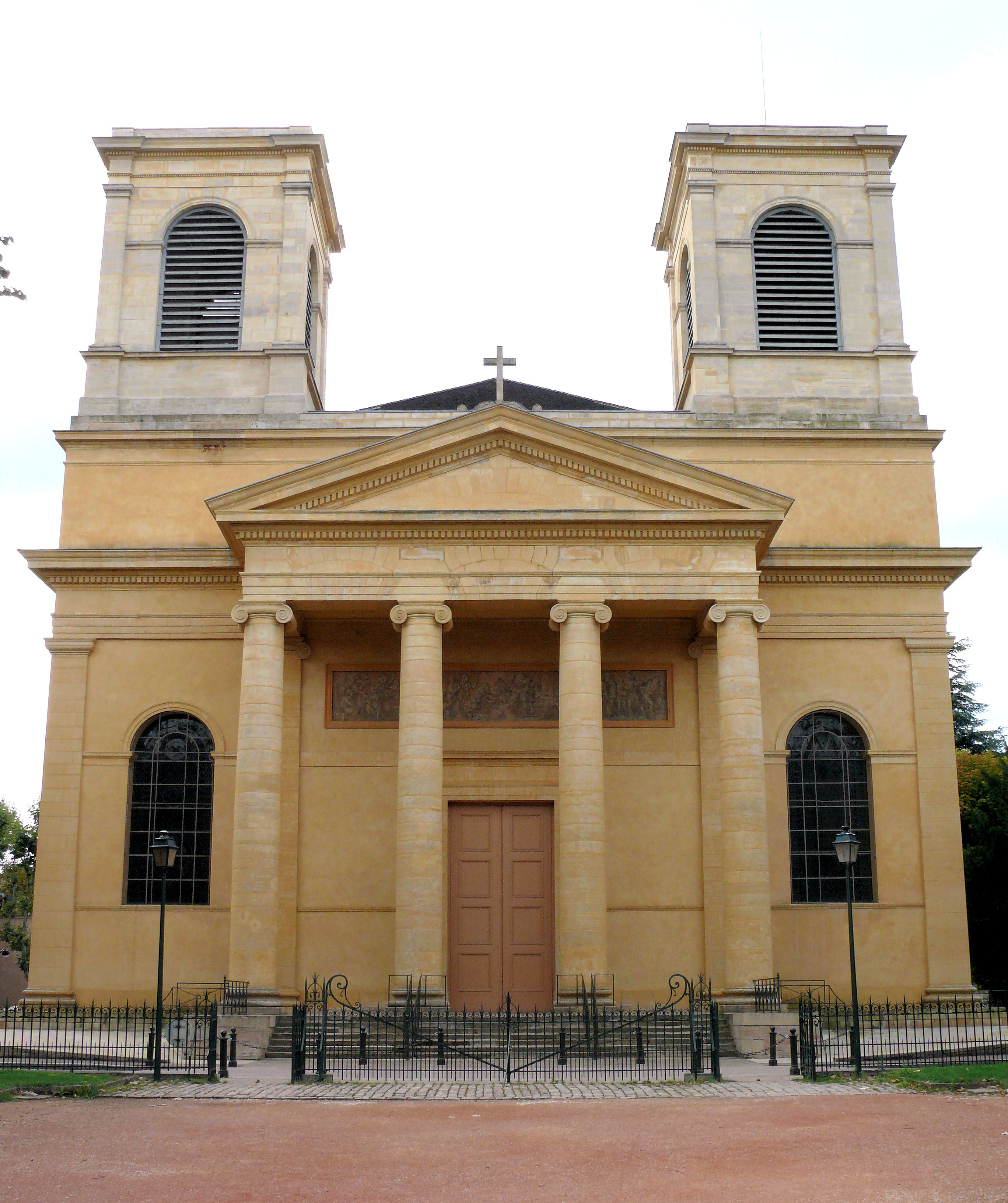
Neue Kathedrale von Mâcon

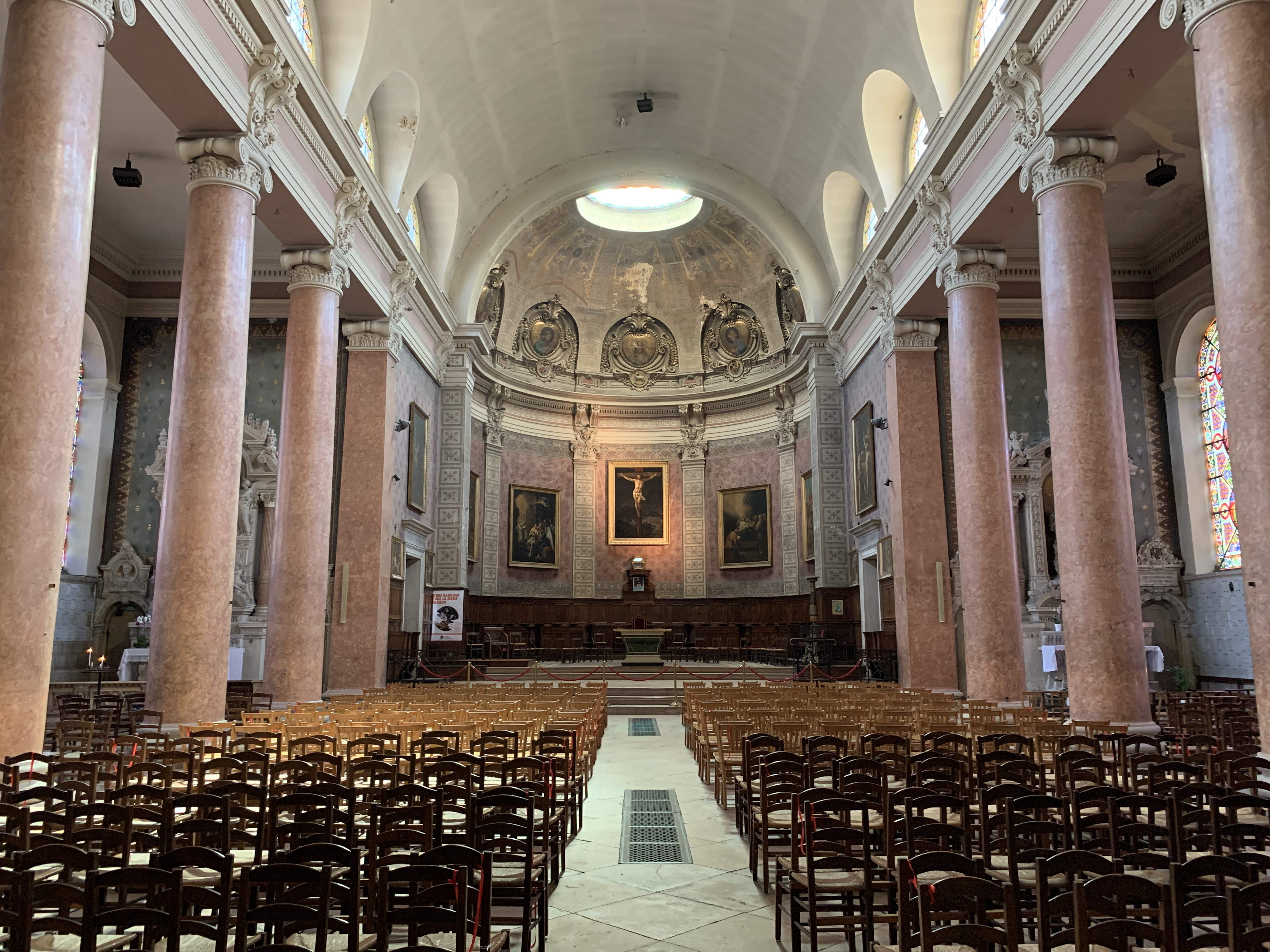
Langhaus der neuen Kathedrale

Die ehemalige Kathedrale von Mâcon (französisch Église Cathedrale de Saint-Vincent de Mâcon) in der Stadt Mâcon in der zur historischen Provinz Burgund gehörenden Landschaft des Mâconnais im Osten Frankreichs war die Hauptkirche des bereits im 6. Jahrhundert existierenden römisch-katholischen Bistums Mâcon. Es gibt eine in Ruinen liegende alte Kathedrale (46° 18′ 23″ N, 4° 50′ 5″ O) und eine neue Kirche (46° 18′ 26″ N, 4° 49′ 52″ O), die beide das Patrozinium des hl. Vinzenz von Saragossa tragen und heute zum Bistum Autun in der Kirchenprovinz Dijon gehören.

## Lage
Die ca. 175 m hoch gelegene Stadt Mâcon liegt an der Saône, die seit dem Vertrag von Verdun (843) die Grenze zwischen dem Westreich (Franzien) und dem Mittelreich (Lotharingien) bildete. Die beiden ehemaligen Kathedralen liegen in unmittelbarer Nachbarschaft etwa 300 m westlich des Flusses.

## Alte Kathedrale
Während die unteren Partien der Fassade noch bis in die Amtszeit des Bischofs Liébaud de Brancion (amt. 993–1018) zurückreichen, werden die oberen Partien der beiden – im Querschnitt oktogonalen – Türme dem 14. und 15. Jahrhundert zugeordnet. Wichtigster Schatz des Bauwerks ist das möglicherweise noch aus dem frühen 11. Jahrhundert stammende Tympanon mit einer Darstellung des Jüngsten Gerichts auf 5 horizontalen Ebenen; es gilt als eines der ältesten erzählenden Tympana der mittelalterlichen europäischen Architektur. In der Zeit der Französischen Revolution wurde der unter Bauschäden leidende Kirchenbau abgerissen. Die Kirchenruine ist seit dem Jahr 1862 als Monument historique anerkannt.

## Neue Kirche/Kathedrale
Die neue Kirche wurde nach dem im Jahr 1801 zwischen Napoleon Bonaparte und dem Heiligen Stuhl in Rom geschlossenen Konkordat in den Jahren 1808 bis 1818 erbaut; in den ersten Jahren finanzierte der Kaiser höchstpersönlich den Bau der vom Architekten Guy de Gisors im Stil des Klassizismus geplanten dreischiffigen Kirche. Es gab jedoch keinen Bischof mehr und so ist die oft verwendete Bezeichnung „Kathedrale“ eigentlich unzutreffend. Die Orgel stammt aus dem Jahr 1841; knapp 20 Jahre später (1860) wurden die von einem Lyoneser Atelier gefertigten Glasfenster eingebaut. Die Kirche ist seit dem Jahr 1994 als Monument historique anerkannt.